# Unione per il Trentino
L'Unione per il Trentino (UpT) è un partito politico italiano regionale, attivo nella Provincia di Trento, di ispirazione autonomista e cristiano sociale.
Fondato nella primavera 2008 da quegli esponenti della Civica Margherita indisponibili all'adesione al Partito Democratico. Il suo fondatore è stato Lorenzo Dellai (deputato e Presidente della Provincia Autonoma di Trento dal 1998 al 2013). Il 6 aprile 2014 inizia l'evoluzione civica. L'assemblea congressuale del partito svoltosi a Vezzano elegge quale Segretario politico la civica Donatella Conzatti. L'UpT ha anche espresso la volontà di avviare una costituente per far nascere un nuovo partito territoriale unendosi con i numerosi movimenti civici per rinforzare la cultura liberal popolare. Donatella Conzatti è rimasta in carica fino all'elezione di Tiziano Mellarini nel marzo 2016, che ha vinto il congresso di continuità a favore di una evoluzione dell'UpT in costituente civico - popolare ed ha eletto Presidente Fabio Pipinato.

## Storia

### Nascita
Dopo le elezioni politiche del 2008, la Civica Margherita si presenta inaspettatamente divisa; il nodo è la confluenza nella nuova formazione .
Il successivo 30 aprile il gruppo dirigente opta per la nascita di un soggetto fortemente legato al territorio.
Esso viene presentato ufficialmente il 7 giugno 2008 a Miola di Pinè.
Il 15 luglio l'assemblea costituente elegge Flavia Fontana alla carica di presidente e l'ex-socialista, e assessore al turismo di Riva del Garda Tanas a quella di segretario. In quell'occasione si registrano numerose adesioni, perfino da Forza Italia.

### Debutto elettorale
A settembre 2008 l'Unione di Centro rompe finalmente gli indugi, ufficializzando il suo sostegno a Dellai, nuovamente candidato quale Presidente della Provincia di Trento.
.
In occasione delle elezioni i voti raccolti sono stati pari al 18%, con 6 seggi.

### Fase successiva
Il 10 luglio 2010 un'assemblea straordinaria svoltasi a Vezzano ha nominato un triumvirato formato da Vittorio Fravezzi, Mauro Gilmozzi e Giorgio Lunelli . L'UpT ha anche espresso la volontà di avviare una costituente per far nascere un nuovo partito regionale (che si potrà chiamare Partito del Trentino) unendosi con altre formazioni politiche autonomiste e riformiste di centro-sinistra come l'alleato Partito Autonomista Trentino Tirolese.

### Con Scelta Civica nel 2013

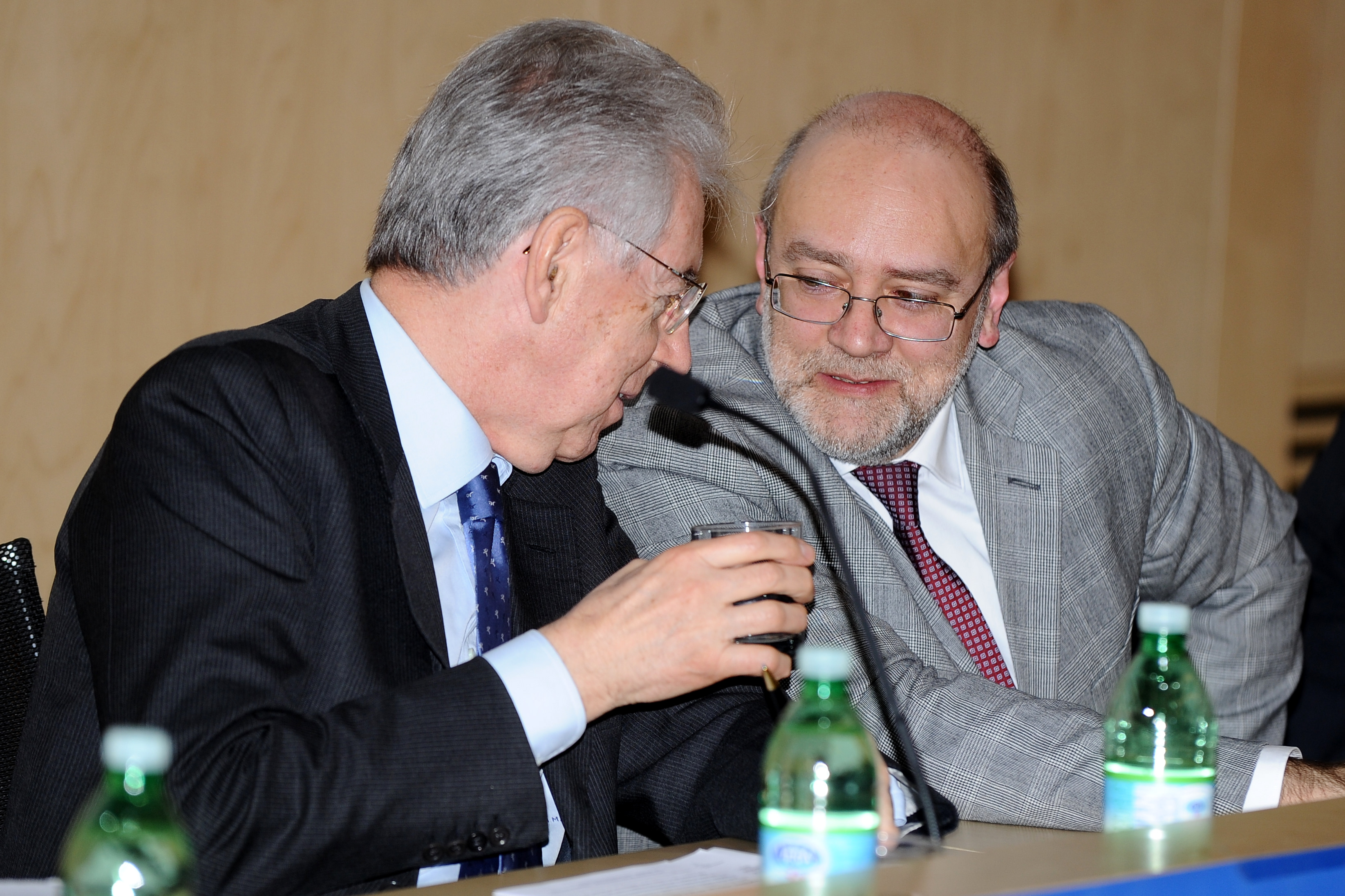
Mario Monti e Lorenzo Dellai durante la campagna elettorale per le elezioni politiche del 2013.

In vista delle consultazioni nazionali ha corso con la liste di Scelta Civica - Con Monti per l'Italia alla Camera dei deputati, mentre al Senato viene raggiunto un accordo rispettivamente con Pier Luigi Bersani e il gruppo del Partito Autonomista Trentino Tirolese; Franco Panizza, concorre nel collegio di Trento, Vittorio Fravezzi in quello di Rovereto e Giorgio Tonini (PD) in Valsugana.
In provincia di Trento alla Camera Scelta Civica ha ottenuto il 19,55% ottenendo quindi un deputato (Dellai). Al Senato la coalizione ha vinto in tutti e tre i collegi.
Il 10 dicembre 2013 Dellai lascia il gruppo Scelta Civica per l'Italia per aderire al nuovo gruppo Per l'Italia.
Il 4 luglio 2014 abbandona anche i Popolari per l'Italia e fonda la nuova associazione politica Democrazia Solidale, nuovo partito di centrosinistra alleato col Centro Democratico di Bruno Tabacci.

### Segreteria di Donatella Conzatti
Il 6 aprile 2014, con il sostegno dei principali esponenti del partito, viene eletta la giovane commercialista roveretana Donatella Conzatti. Passa quindi la linea dell'apertura alle civiche. Viene rilanciato il partito, ridisegnato l'assetto economico e attivata una imponente campagna di tesseramento.

### Politiche e regionali del 2018
Il 29 dicembre 2017, in appoggio al PD di Matteo Renzi in vista delle politiche di marzo, nasce la lista Civica Popolare che riunisce, oltreché Unione per il Trentino, Alternativa Popolare di Angelino Alfano, i Centristi per l'Europa di Pier Ferdinando Casini, L'Italia è Popolare di Giuseppe De Mita e l'Italia dei Valori di Ignazio Messina. Lorenzo Dellai viene sconfitto nell'uninominale dal leghista Maurizio Fugatti e quindi il partito non ha più rappresentanti in Parlamento.
A ottobre in occasione delle regionali l'UpT sostiene il candidato del PD Giorgio Tonini, che perde la sfida con Fugatti, ottenendo con 10.150 voti pari al 3,98% un consigliere provinciale, Pietro De Godenz, nella Provincia autonoma di Trento.

### Amministrative 2020
Alle elezioni amministrative del 20-21 settembre 2020 a Trento si schiera a sostegno del candidato del centro-sinistra Franco Ianeselli, in lista con Azione di Carlo Calenda, ottenendo il 4,4% dei voti ed eleggendo due consiglieri comunali.

### Declino e inattività
Nel 2021 Lorenzo Dellai fonda, insieme ad altre personalità civiche, il movimento Campobase, di ispirazione popolare, liberale e autonomista, raccogliendo l'adesione di molti membri dell'UpT tra cui la presidente Annalisa Caumo e la vicepresidente Chiara Maule, che diviene vice-coordinatrice della nuova formazione.
Nel 2022 Paolo Piccoli, tra i fondatori di Campobase, dichiara che l'UpT è ormai attiva "solo formalmente". Il 26 giugno 2024 l'UpT viene cancellata dal registro dei partiti politici riconosciuti.

## Ideologia
L’Unione per il Trentino si richiama innanzitutto alla tradizione di un popolarismo "degasperianamente" alternativo alla destra, predilige i riferimenti culturali del cristianesimo sociale, nonché la partecipazione dei cittadini tramite concrete opportunità di coinvolgimento dei giovani, delle donne,
dell’anzianità attiva e delle significative espressioni dell’associazionismo.
La moderna concezione dell’autonomia, intesa come servizio, si qualifica inoltre per il senso di appartenenza di comunità di cui prendersi cura nel suo straordinario mosaico di peculiarità, per una cultura della responsabilità e per l’apertura consapevole alla dimensione europea.

## Struttura

### Segretario
- Marco Tanas (2008-2010)
- Vittorio Fravezzi (2010-2012)
- Flavia Fontana (2012-2014)
- Donatella Conzatti (2014-2016)
- Tiziano Mellarini (2016-2018)

### Presidente
- Flavia Fontana (2008-2009)
- Luisa Zappini (2009-2011)
- Adriano Paoli (2011-2012)
- Corrado Buratti (2012-2014)
- Andrea Tomasi (2014-2016)
- Paolo Pipinato (2016-2018)
- Annalisa Caumo (2018-2021)

## Risultati elettorali

### Provinciali Trento
| Elezione         | Voti   | %      | Seggi  |
| ---------------- | ------ | ------ | ------ |
| Provinciali 2008 | 49.077 | 17,92% | 6 / 35 |
| Provinciali 2013 | 31.650 | 13,33% | 5 / 35 |
| Provinciali 2018 | 10.150 | 3,98%  | 1 / 35 |

### Politiche
| Elezione       | Elezione | Voti               | %                  | Seggi   |
| -------------- | -------- | ------------------ | ------------------ | ------- |
| Politiche 2013 | Camera   | In Scelta Civica   | In Scelta Civica   | 1 / 630 |
| Politiche 2013 | Senato   | In SVP-PATT-PD-UpT | In SVP-PATT-PD-UpT | 1 / 315 |
| Politiche 2018 | Camera   | In Civica Popolare | In Civica Popolare | 0 / 630 |
| Politiche 2018 | Senato   | In Civica Popolare | In Civica Popolare | 0 / 315 |